# Al-Qahira Vallis
L'Al-Qahira Vallis è una struttura geologica della superficie di Marte.